# Estación de penitencia

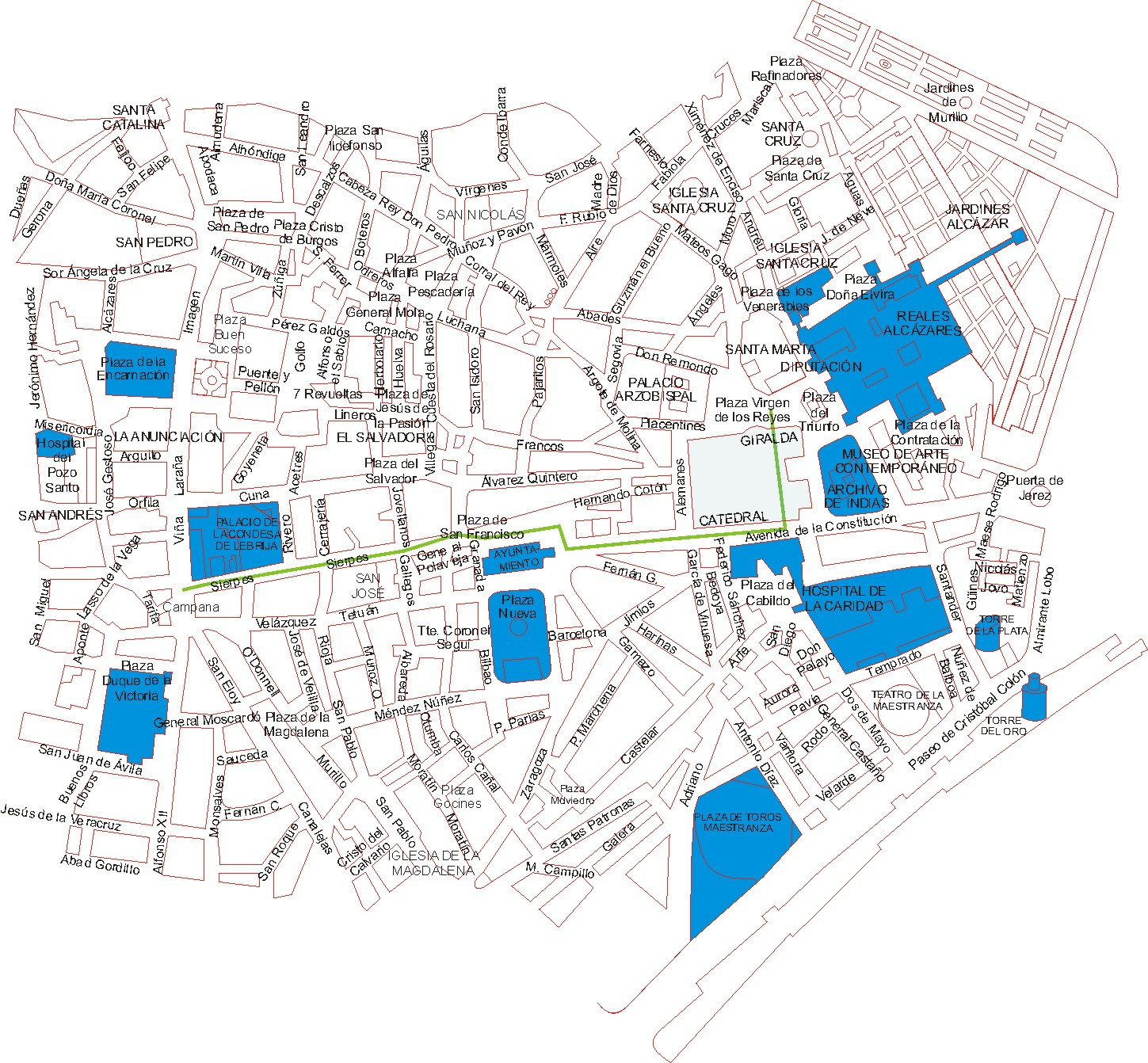
Carrera oficial de la Semana Santa de Sevilla, con estación en la catedral.

La estación de penitencia es el nombre que se da a la procesión que las hermandades pasionistas realizan en Semana Santa por las calles, siempre y cuando durante su recorrido la cofradía haga visita (de aquí el término "estación") al menos a un templo. En caso de no producirse dicha estación, el término procesión de penitencia suele ser el más adecuado. 

## Características
Sea una estación de penitencia o una procesión de penitencia, los nazarenos acompañan a las imágenes titulares de sus hermandades organizados en dos o incluso tres filas (dependiendo de la hermandad) y el silencio y la oración deben estar presentes desde su comienzo hasta el final.
Los recorridos de las hermandades en su estación de penitencia están regulados por el consejo o agrupación de hermandades canónicas de cada ciudad. El recorrido por el centro urbano y el paso por el principal templo de la urbe se conoce como carrera oficial.

## Historia
En sus orígenes (siglo XVI) las cofradías solían hacer estación de penitencia en un número simbólico de templos (por ejemplo, cinco por las Cinco llagas de Jesucristo o siete por las Siete Palabras de Cristo en la cruz) en los que hacían adoración al Santísimo Sacramento el Jueves Santo y donde solían recoger las limosnas que les ofrecían los fieles que jueves y Viernes Santo asistían a los Santos Oficios o llevaban a cabo devociones privadas. En este mismo período, los itinerarios a recorrer por las cofradías no estaban previamente fijados ni pactados entre ellas; lo que daba lugar a frecuentes conflictos a la hora de determinar el derecho de paso de cada una con respecto a otra con la que se hubiera encontrado en un punto dado de su recorrido.
Así pues, y para poner fin a los altercados que en estos casos se producían, ya desde principios del siglo XVII las autoridades eclesiásticas empezaron a imponer recorridos y estaciones forzosas a las cofradías. A este respecto, la normativa más conocida y la que históricamente ha dado lugar a las más famosas estaciones de penitencia de la Semana Santa española, fue la obligada estación a la Catedral de Sevilla impuesta a todas las cofradías de penitencia de la ciudad por el cardenal Niño de Guevara en el sínodo diocesano de 1604.